# 從言與從實
命題性模態（de dicto）與事務性模態（de re）是對於信念、想望、模態等內涵性語句的兩種不同解讀方式。
命題性模態是把詞語解讀為詞語反映的概念，事務性模態則是把詞語解讀為詞語指涉的實體對象。

## 示例
信念

小明相信有人這次考試考了滿分

本句有兩種解讀，翻譯成形式語言如下：
- 語句性模態解讀：{\displaystyle \Box \exists x(Ax)} （小明相信：存在x，x這次考試考了滿分）
- 事務性模態：{\displaystyle \exists x(\Box Ax)} （存在x，小明相信x這次考試考了滿分）

在從言解讀下，小明的信念並非針對特定對象，只是相信有些不知道是誰的人這次考試考了滿分。
在從實解讀下，這段話指出了某些人，小明的信念是針對這些特定的人，相信這些人這次考試考了滿分。
想望

小美想要嫁給全國最有錢的人

本句有從言從實兩種解讀，翻譯成形式語言如下：
- 從言解讀：{\displaystyle \Box \exists !x(Rx\land Mx)} （小美想要：存在唯一的x，x是全國最有錢的人，且嫁給x）
- 從實解讀：{\displaystyle \exists !x(Rx\land \Box Mx)} （存在唯一的x，x是全國最有錢的人，且小美想要嫁給x）

在從言解讀下，小美的想望並非針對特定對象，而是一個整體：「小美嫁給全國最有錢的人」，只要有任何對象符合「全國最有錢的人」這條件，小美就想要嫁給那對象。可大致描述成：「小美想要：她嫁給全國最有錢的人」。
在從實解讀下，這段話是針對某個特定對象，這對象恰好實際上是全國最有錢的人，小美的想望是針對那對象。可大致描述成：「針對那個全國最有錢的人，小美想要嫁給他」。
一種區別方式是，假如小美一直都是「想要嫁給全國最有錢的人」，目前全國最有錢的人是張三，而某天李四成了全國最有錢的人，小美也清楚這件事。此時如果小美還是想要嫁給張三，便符合原句的從實解讀；如果小美變得想要嫁給李四，便符合原句的從言解讀。
模態

媽媽是必然有孩子的（媽媽必然是有孩子的）

本句有從言從實兩種解讀，翻譯成形式語言如下：
- 從言解讀：{\displaystyle \Box \forall x(Mx\to Sx)} （必然地：若x是媽媽，則x是有孩子的）
- 從實解讀：{\displaystyle \forall x(Mx\to \Box Sx)} （若x是媽媽，則x是必然有孩子的）

「必然Ｘ」可理解作「不可能不Ｘ」或「所有可能情況下都Ｘ」。
若以從言解讀，這句話是說，在所有可能的情況下，只要小美是個媽媽，小美就有孩子。但這不排除小美仍然有可能沒有孩子，例如，在某個小美不是媽媽的可能情況裡，小美就可以沒有孩子。
若以從實解讀，這句話是說，小美如果是個媽媽，則在所有可能的情況下，小美都有孩子。即使在小美不是媽媽的可能情況裡，小美也有孩子。

## 外部連結
- （英文） http://plato.stanford.edu/entries/prop-attitude-reports/dere.html （页面存档备份，存于）